# Melanocetus eustalus
Melanocetus eustalus es un pez abisal que habita en aguas profundas y pertenece a la familia Melanocetidae. Se encuentra frente a la Costa Pacífica de México a profundidades de aproximadamente 1675 metros (5500 pies).
Esta especie fue reconocida por primera vez en 1980, por Theodore Wells Pietsch III y Van Duzer.

### Lectura recomendada
- Eschmeyer, W.N. (ed.). 2003. Catalog of fishes. Updated database 2003. Catalog databases as made available to FishBase in March 2003.
- Eschmeyer, W.N. (ed.)0 Catalog of fishes. Updated database 2003. Catalog databases as made available to FishBase in March 2003. (Ref. 46206).
- Pietsch, T.W.0 Oceanic anglerfishes. Extraordinary diversity in the deep sea. Oceanic Anglerfishes, i-xii; 1-557pp. (Ref. 86949).